# Štefan Pankovič
Štefan Pankovič (rusínsky Стефан Панкович, maďarsky István Pankovics, 29. října 1820 Veľaty — 29. srpna 1874 Užhorod) byl biskup mukačevské řeckokatolické eparchie a přední propagátor maďarizace v Uherské Rusi. Štefan Pankovič byl předním propagátorem maďarizace v mukačevské eparchii, jehož maďarizační reformy byly zaměřené na výchovu mladé generace kněží k loajalitě vůči uherskému státu. Tyto reformy později vyústili ve vznik publicistické skupiny zvaná Maďarónové, kteří se v 90. letech 19. století podíleli na další propagaci maďarizace.

## Život
Štefan Pankovič se narodil 29. října v roce 1820 v obci Veľaty na dnešním východním Slovensku. Studoval na Užhorodském řeckokatolickém semináři a jeho jáhenské svěcení proběhlo 24. srpna 1851. O tři dny později, 27. srpna 1851 byl vysvěcen na kněze. Po vysvěcení byl téměr 20 let vychovatelem a učitelem v maďarských šlechtických rodinách. 28. prosince 1866 byl Pankovič zvolen biskupem mukačevské řeckokatolické eparchie, tuto volbu potvrdil Svatý stolec 22. února 1867 a 5. května byl oficiálně v Prešově vysvěcen na biskupa.

### Biskup mukačevský
Štefan Pankovič byl podporovatel tehdejších maďarizačních reforem, které uherská vláda aplikovala na ostatní (po většinou slovanská) etnika v Uhersku. Již v roce 1869 bylo zakázáno vyučovat v rusínském jazyce na užhorodském gymnáziu, cemuž rusínská, tehdy značně rusofilská, inteligence odporovala. V jedné vyhrocené debatě, kterou měl biskup Štefan Pankovič s knězem Ivanem Silvajem, prohlásil: „Jestli teď žijeme pod nadvládou Maďarů, tak se musíme stát Maďary, a až prijdou Němci, pak se staneme Němci.“
V prosinci 1870 obvinil redakci rusínských novin Svět z nebezpečných tendencí a zakázal duchovenstvu eparchie mít s redakcí jakékoliv styky. V roce 1871 pak inicioval interní převrat ve Spolku sv. Vasilije Velikého, kdy z vedení odvolal Adolfa Dobrjanského a Ioanna Rakovského a dosadil tam řeckokatolické duchovní promaďarského směru, kteří neuměli ani slovo rusínsky. V roce 1871 začal spolek vydávat týdeník Nový Svět (rusínsky Новый Свѣтъ), který byl v roce 1872 nahrazen týdeníkem Karpat (rusínsky Карпат), a to z důvodu vysokého projevu rusínského nacionalismu v redakci. Karpat se prezentoval jako společenské, církevní a literární noviny. Díky vydávaní Karpatu získal biskup Pankovič také kontrolu nad Jägerovou tiskárnou, jedinná tiskárna s cyrilickými znaky v Uherské Rusi. Na začátku se do redakce zapojovali i rusínští intelektuálové, ale po zvýšení promaďarských tendencí se od týdeníku distancovali.
Štefan Pankovič pokračoval v maďarizaci své eparchie, např. zakázal posílání rusínských semináristů do vídeňských škol, aby nezískali slovanské vlivy (hlavně kvůli činnosti Michaila Rajevského), a prosazoval také organizovanou emigraci protimaďarských Rusínů do centrálních Uher či Ruska. Pod emigrací skončili i rusofilové Viktor Kimak, Adolf Dobrjanský, Cyril Sabov a Michal Molčan a také rusínofil Jurij Ignatkov. Nakonec v roce 1873 proběhlo poslední, osmé zasedání Spolku sv. Vasilije Velikého, kdy se pod silným Pankovičovým vlivem rozhodlo vydávat rusínské knihy výhradně v maďarštině, a tak byl spolek utlumen a poté již nic nevydal.
Štefan Pankovič také podporoval myšlenku podrížení mukačevské řeckokatolické eparchie pod maďarskou římskokatolickou církev. V roce 1870 na budapešťském církevním sjezdu prohlásil nadřazenost římskokatolické církve nad mukačevskou eparchií. Později z jižního území eparchie vyčlenil nový vikariát s centrem ve městě Hajdúdorog z kterého v roce 1912 vznikla eparchie Hajdúdoróg.
Za svou promaďarskou činnost byl vyznamenán řádem železné koruny I. třídy, jmenován tajným císařským radou a pasován na rytíře královského uherského řádu sv. Štěpána.
Štefan Pankovič zemřel 29. srpna 1874 v Užhorodu.

## Vyznamenání
- Řád železné koruny, I. třída (1871)[12]
- Královský uherský řád sv. Štěpána, Komandér (1869)[14]